# Sybille Reinhardt
Sybille Reinhardt   (Pirna, 20 d'octubre de 1957), nascuda Tietze, és una remadora alemanya, ja retirada, que va competir sota bandera de la República Democràtica Alemanya durant la dècada de 1970.
El 1980 va prendre part en els Jocs Olímpics d'Estiu de Moscou, on va guanyar la medalla d'or en la prova del quàdruple scull del programa de rem. Formà equip amb Roswietha Zobelt, Jutta Ploch, Jutta Lau i Liane Buhr.
En el seu palmarès també destaquen tres medalles d'or al Campionat del món de rem, el 1974, 1977 i 1979. A nivell nacional va guanyar el títol del quàdruple scull de 1975, 1977 i 1979.
Va estudiar art i fou professora d'art. El 2008 va publicar una autobiografia anomenada Schattengold.